# Tramlijn 1 (Mulhouse)
Lijn 1 van de tram van Mulhouse is een tramlijn in de agglomeratie van de Franse stad Mulhouse. De lijn telt 12 stations en loopt van Châtaignier naar het Gare Centrale. De lijn loopt van noord naar zuid, en kent een overstap op de oost-west lijn 2 op halte Porte Jeune.

## Geschiedenis

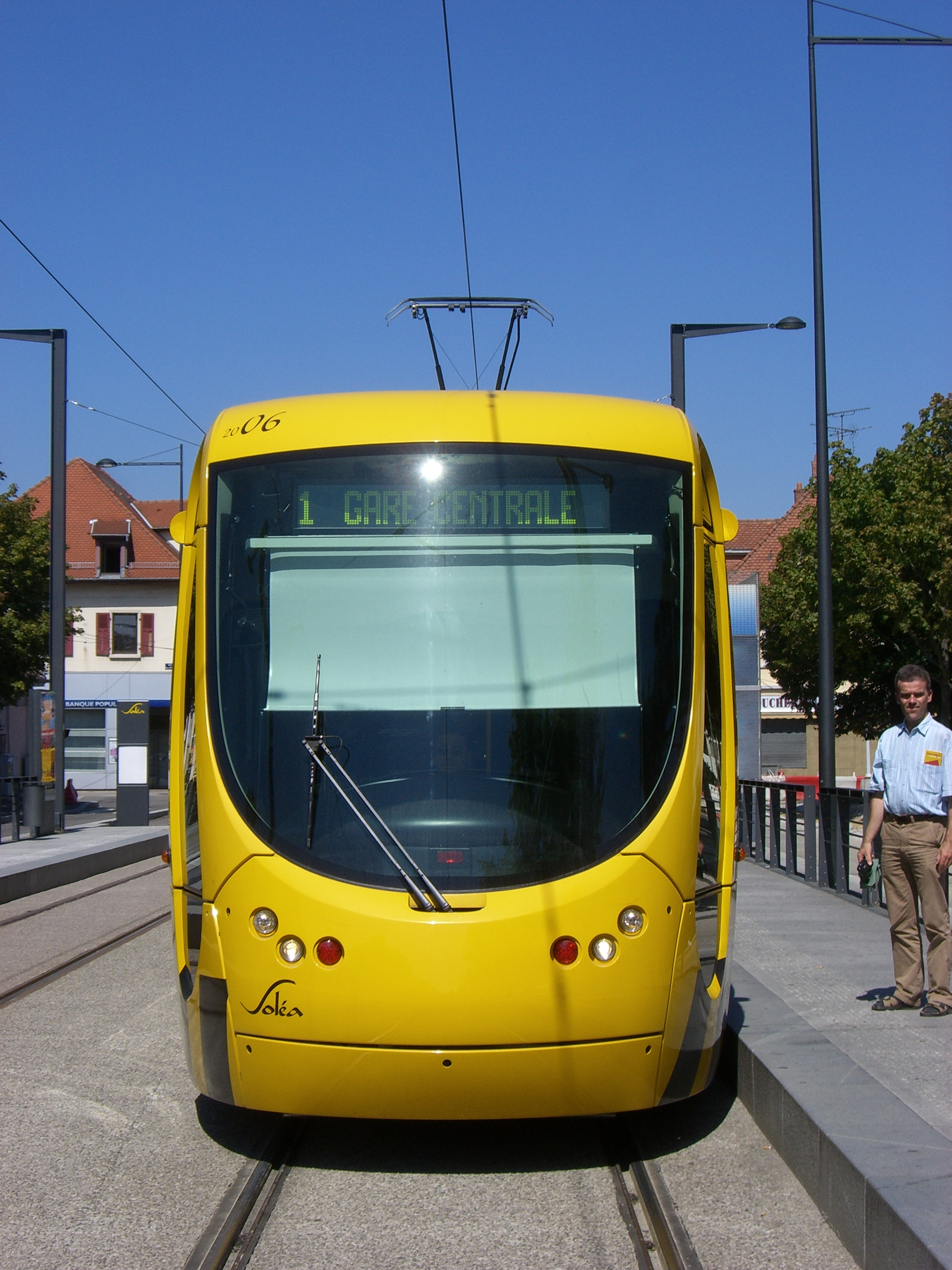
Halte Rattachement

20 mei 2006Lijn 1 werd, met een lengte van 4,2 km, ingehuldigd door de toenmalige president Jacques Chirac, gezamenlijk met Lijn 2. De lijn loopt van Rattachement in het noorden naar de halte Gare Centrale in het zuiden, gelegen tegenover het station Mulhouse-Ville. Een stuk spoor van 200 m zorgt ervoor dat in het geval van evenementen het station Parc Expo bereikt kan worden. Ook kan via dat stuk spoor het centrale depot bereikt worden. Het hart van het netwerk wordt het station Porte Jeune, waar de twee lijnen kruizen.
4 juli 2009De lijn kreeg een uitbreiding van 1,4 km met drie stations: Tuileries, Saint-Nazaire en het nieuwe noordelijke eindpunt Châtaignier.
12 december 2010Lijn 3 en de Tram-Train Mulhouse-Vallée de la Thur werden geopend. Deze lijnen lopen tussen Porte Jeune en het Gare Centrale samen met Lijn 1. Het station Porte Jeune blijft hierdoor nog steeds het hart van het tramnet van Mulhouse, aangezien alle vier tramlijnen hier nu stoppen.

## Verlengingen
In 2012 zou lijn 1 verlengd worden van de halte Châtaignier tot aan de halte Bosquets du Roy. De lijn zou hiermee acht nieuwe haltes krijgen. De namen, inclusief hun ligging zijn:
- Rhin (Kingersheim)
- Hirschau (Kingersheim)
- Louise Michel (Kingersheim)
- Debussy (Kingersheim)
- Halle au coton (Wittenheim)
- Médiathèque (Wittenheim)
- Place Thiers (Wittenheim)
- Bosquets du Roy (Wittenheim)

Later zou de lijn verlengd kunnen worden tot het cité Sainte-Barbe (Wittenheim).
Op 28 juni 2010 daarentegen besloot het stadsgewest Mulhouse tot het voor een onbepaalde tijd stilleggen van eventuele verlengingen vanwege financiële problemen.